# Return of the Hardcore: Songs Recorded 1999-2003
 (octobre 2023).
Si vous disposez d'ouvrages ou d'articles de référence ou si vous connaissez des sites web de qualité traitant du thème abordé ici, merci de compléter l'article en donnant les références utiles à sa vérifiabilité et en les liant à la section « Notes et références ».
Albums de Nine
O.O.P.S. Vol II (Over Other Peoples Shit)
(2007) Quinine
(2009)
Return of the Hardcore: Songs Recorded 1999-2003 est une mixtape de Nine, sortie le 9 juillet 2007. 

## Liste des titres
| No  | Titre              | Durée |
| --- | ------------------ | ----- |
| 1.  | Intro              | 0:23  |
| 2.  | Im Comin           | 2:16  |
| 3.  | Don't Look Back    | 3:47  |
| 4.  | Love Me or Hate Me | 3:16  |
| 5.  | Is What It Is      | 2:24  |
| 6.  | Not a Problem      | 3:46  |
| 7.  | Don't Cry 4 Me     | 3:55  |
| 8.  | I Pray             | 2:30  |
| 9.  | Call My Name       | 3:26  |
| 10. | U Don't Know       | 3:41  |
| 11. | Stuck U Up         | 3:19  |
| 12. | Nickel Plated      | 4:05  |
| 13. | Whatchu Benchin'   | 2:48  |
| 14. | Who Wit It         | 2:51  |